# Euchromia eumolphus
Euchromia eumolphus là một loài bướm đêm thuộc phân họ Arctiinae, họ Erebidae.